# 大谷篤蔵
大谷 篤蔵（おおたに とくぞう、1912年3月22日 - 1996年8月4日）は、日本の国文学者。
大阪市生まれ。1935年京都帝国大学文学部国文科卒。大学院で潁原退蔵に師事し近世文学、俳諧を専攻。出征したのち抑留され、1948年7月復員。1949年天理図書館司書研究員。1953年佐賀大学助教授、1958年大阪女子大学教授。75年定年退官、名誉教授、松蔭女子学院大学教授。89年退任、名誉教授。俳文学会代表。

## 著書
- 『俳林間歩』岩波書店 1987
- 『芭蕉連句私解』角川書店 1994
- 『芭蕉晩年の孤愁』角川学芸出版 2009

### 校注・編
- 『日本古典文学大系 45 芭蕉句集』岩波書店 1962
- 『校本芭蕉全集 第2巻 発句篇 下』荻野清共校註 角川書店 1963
- 『校本芭蕉全集 第3巻 連句篇 上』共校注 角川書店 1963
- 『古典俳文学大系 12 蕪村集』岡田利兵衛、島居清共校注 集英社 1972
- 『近世大阪芸文叢談』編 大阪芸文会 1973
- 『慶長・寛永漢和聯句』校 大阪俳文学研究会 俳文学資料 1975
- 『武陵来簡集』編 西尾精一 1976
- 野々村戒三編『謡曲二百五十番集』補訂 赤尾照文堂 1978
- 『謡曲二百五十番集索引』編 赤尾照文堂 解題索引双刊 1978
- 『随筆百花苑 第13巻 地誌篇 一』責任編集 中央公論社 1979
- 『須磨寺御開帳古俳書集 福原鬢鏡・太夫桜』編著 ジュンク堂書店 1984
- 『島原角屋俳諧資料』編集 角屋 1986
- 『校本芭蕉全集 別巻 補遺篇』井本農一共編 富士見書房 1991
- 『蕪村書簡集』藤田真一共校注 岩波文庫 1992

## 論文
- CiNii>大谷篤蔵